# Nasimi (metropolitana di Baku)
Nasimi è una stazione della Linea 2 della Metropolitana di Baku.
È stata inaugurata il 9 ottobre 2008.